# 蘇社
蘇社，1920年5月10日成立，江蘇省的士紳社團，積極參與江蘇省憲自治運動，雖不曰政黨，但有地方政黨之功能。社員中以江蘇省議會議員最佔多數，核心發起人是張謇與韓國鈞。5月10日在南通更俗劇場的成立大會聲勢浩大，選出張謇為主任理事，黃炎培、沈恩孚、張一麐、王清穆、張詧、張孝若（張謇之子）、朱紹文等19人當選為理事。